# Concert per a clarinet (Nielsen)
El Concert per a clarinet i orquestra, op. 57 [DF129], de Carl Nielsen, va ser escrit per al clarinetista danès Aage Oxenvad el 1928. El concert es presenta en un moviment llarg, amb quatre grups temàtics diferents.

## Història
El 1921, Nielsen va escoltar el Quintet de vent Copenhaguen assajant una música de Mozart. Va quedar sorprès per la bellesa tonal i la musicalitat d'aquest conjunt, i ràpidament va establir una relació propera amb els seus membres. Aquell mateix any va escriure el seu Quintet de vent expressament per a aquest conjunt. L'últim moviment d'aquesta obra és un tema i variacions que representen en la música les personalitats dels cinc intèrprets i els seus respectius instruments, de la mateixa manera que Elgar va retratar els seus amics a les Variacions Enigma.
Nielsen planejava portar la idea més enllà; volia escriure un concert per a cadascun dels seus cinc amics. Només dues d'aquestes composicions van acabar sorgint. Per Gilbert Jespersen, que va succeir a Paul Hagemann com a flautista del Quintet de Copenhaguen, va escriure el seu Concert per a flauta el 1926; dos anys més tard, va compondre el seu Concert per a clarinet per al clarinetista del grup, Aage Oxenvad. Aquesta darrera obra, acabada el 15 d'agost de 1928, es va sentir per primera vegada en un concert privat a la casa d'estiueig de Carl Johan Michaelsen, a Humlebaek, el 14 de setembre, amb Oxenvad com a solista i Emil Telmányi dirigint. Els mateixos intèrprets van fer l'estrena a Copenhaguen l'11 d'octubre d'aquell mateix any, quan va tenir una acollida decididament mixta. Des d'aleshores, ha guanyat una acceptació molt més àmplia.
El Concert per a clarinet va ser concebut durant el període més difícil de la vida de Nielsen. Amb seixanta-tres anys i malgrat tenir un reconeixement notable a tota Escandinàvia, es desil·lusionava pel fet que la seva música no arribava a un públic més ampli. Profundament preocupat per l'agitació del món, era conscient que els seus dies estaven comptats. Potser això dona sentit a la intensa lluita que es desplega en aquest concert: una guerra entre les tonalitats de fa major i mi major. Cada vegada que les hostilitats semblen acabar, un tambor incita els combatents a un nou conflicte. Una altra explicació d'això és que el clarinetista per a qui estava escrivint el concert tenia un trastorn bipolar. Per tant, el concert es burlava dels seus constants canvis d'humor.

Així van anar les coses segons fonts properes a Nielsen:
L'amic de Carl Nielsen, Carl Johan Michaelsen, el va haver d'empenyer diverses vegades abans de començar a compondre un segon concert per a un membre del Copenhaguen Wind Quintet. Aquesta vegada va girar al voltant del clarinetista Aage Oxenvad. Nielsen va començar a compondre a la primavera de 1928. El 15 d'agost va completar la partitura a Damgaard. Emil Telmányi ja havia començat a fer un arranjament per a piano en benefici d'Oxenvad, que es va queixar que Nielsen havia de ser capaç de tocar el clarinet ja que havia utilitzat sistemàticament les notes més difícils de tocar.

 El Concert es va interpretar per primera vegada el 14 de setembre en un concert privat a la vila d'estiueig de Carl Johan Michaelsen Højtofte, a Humlebæk, al nord de Copenhaguen. El solista va ser Oxenvad, a qui està dedicat el Concert. Vint-i-dos membres de la Capella Reial van ser dirigits per Emil Telmányi. La primera actuació pública va tenir lloc a Copenhaguen l'11 d'octubre amb els mateixos músics, i va rebre una acollida generalment positiva. Politiken va escriure:

 “... ha alliberat l'ànima del clarinet, no només l'aspecte animal salvatge sinó també la seva marca especial de poesia despietada.... Aquesta obra difícilment hauria pogut trobar una interpretació més homogènia. La sonoritat d'Oxenvad està en sintonia amb els trolls i els gegants, i té ànima, una força primordial aspra i fornida barrejada amb una suavitat danesa ingènua. Certament, Carl Nielsen devia tenir present el seu so particular de clarinet mentre componia aquest Concert.

## Estructura
Evitant la gran forma de concert clàssic, Nielsen va compondre el Concert per a clarinet en un moviment continu. Comença amb un Allegretto un poco ferm, alleujat per un segon tema una mica més cantaire. Hi ha molta lluita tempestuosa entre el solista i l'orquestra i entre les dues claus principals que competeixen. Segueix un Poco adagio, interromput diverses vegades per trams més ràpids i pertorbats. La part final és un Allegro vivace enèrgic, però un retorn a l'Adagio porta l'obra al que Robert Simpson anomena un final de "severitat tranquil·la", amb la tonalitat de fa major finalment triomfal.
En el seu estudi exhaustiu de Carl Nielsen i la seva música, Robert Simpson assenyala l'ús inventiu que va fer el compositor de la tonalitat, i això en un moment en què altres compositors es van llençar cap a l'atonalitat.
Malgrat la tempesta i l'estrès del concert, el compositor ha mantingut les seves forces gairebé a les proporcions de la música de cambra. A més del clarinet solista, els únics altres instruments que es demanen a la partitura són dos fagots, dues trompes, tambor i cordes. A causa del protagonisme de la línia del tambor a la peça, encara es demana un tambor a la reducció per a piano.

## Concert de celebració
El Concert per a clarinet va ser un dels tres elements escollits per al concert de gala de Copenhaguen que celebrava el 150è aniversari del naixement de Carl Nielsen. Acompanyat per l'Orquestra Simfònica de la Ràdio Danesa dirigida per Juanjo Mena, el solista va ser el clarinetista finlandès Olli Leppäniemi.

## Discografia

### Enregistraments a 78 RPM
- Lluís Cahuzac. Nielsen, Columbia LDX 7000-02 1947, (p) 1947

### Enregistraments en LP
- Lluís Cahuzac. Nielsen, Columbia ML-2219 1947, (p) 1947
- Josef Deak. Carl Nielsen, Turnabout Vox TV34261 1969, (p) 1969
- Stanley Drucker. CBS 72639, Columbia MS-7028, (p) 1967
- Ib Eriksson. Concert per clarinet, Decca LXT-2979, Decca ACL-292, Londres LL-1142 1954, (p) 1954
- Benny Goodman. Nielsen... , RCA SB-6701, RCA LSC-2920 (p) 1966
- John McCaw. Nielsen, Unicorn UNS-239 1971, (p) 1971
- Albert Sandström. Concert per clarinet, Primo 011 1979, (p) 1979
- Kjell-Inge Stevensson. Nielsen, EMI SLS-5027 1975, (p) 1975
- Kalev Velthut. Concert per clarinet, Melodija C10 28491 002 1989

### Enregistraments disponibles en CD
- Kevin Banks. Concert, Naxos 8.554189 1998, (p) 1997
- François Benda. Feuerwerke, FONO FSM FCD 97 212 1995, (p) 1995 (enregistrament de 1993)
- François Benda. GENUIN GEN88128 2008, (p) 2008 (reedició de l'enregistrament de 1993)
- Walter Boeykens. Nielsen, Harmonia Mundi 901489 1994, (p) 1994
- Lluís Cahuzac. Nielsen, the Historic Recordings, Clarinet Classics cc0002 1992, (p) 1947
- Philippe Cuper. Copland/Francaix/Nielsen, ADDA 581315 1993, (p) 1992
- Stanley Drucker. The Royal Edition núm. 61 de 100, Sony Classical SMK 47599 1993 (p) 1967
- Ib Eriksson. Concert per clarinet, Dutton Laboratories CDLXT 2505 (c) 1954, (p) 1954
- Martin Frost. Concerts per clarinet de Nielsen & Aho, BIS SACD-1463 (c) 2007, (p) 2007
- Benny Goodman. Nielsen... , RCA Classics (Classical Navigator 88) 74321 29255 2 (c) 1995, (p) 1966
- Janet Hilton. Concerts, Chandos CHAN 8618, (c) 1988 (p) 1988
- Kojo Kullervo. Nielsen/Eglund/Crusell, Finlàndia 4509-95873-2 (c) 1993, (p) 1993
- John Kruse. Nielsen, Kontrapunkt 32254 (c) 1997, (p) 1997
- John McCaw. Nielsen, The concertos, Regis RRC1208, sd (reedició d'Unicorn 1971)
- Spyros Mourikis. Nielsen, P2musik DR ISCR DK-QHA—98-001 (c) 1997 (p) 1997
- Arne Møller . Nielsen, Classico CLASSCD 514 (a l'àlbum CLASSCD 514–15) (c) 1965, (p) 1965
- Robert Plane. Concert per clarinet, BBC MM205 (c) 1999, (p) 1999
- Håkan Rosengren. Concert per clarinet, Sony SK 53 276 (c) 1991, (p) 1991
- Olle Schill. Concert, BIS CD-616 (a l'àlbum CD-614-16) (c) 1985 (p) 1985
- Kjell-Inge Stevensson. Nielsen, EMI Classics 0946 3 81503 2 9 (c) 1975, (p) 1975
- Andreas Sundén. Carl Nielsen Solo Concertos, Daphne 1056 (c) 2018, (p) 2018
- Richard Stoltzman. Lutoslawski/Nielsen/Prokofiev, RCA Victor Segell Vermell 09026-63836-2 (c) 2001, (p) 2001
- Niels Thomsen. Nielsen, Chandos CHAN 8894, (c) 1990, (p) 1990
- John Bruce Yeh. Concert per clarinet Centaur CRC 2024, (c) 1985, (p) 1985
- Sabine Meyer. Carl Nielsen: Concerts per a clarinet i flauta; Quintet de vent, Warner Classics, 2007
- Sebastià Manz. "Concerts per a clarinet de Nielsen i Lindberg" Clàssics de Berlín 0301351BC 2020, (p) 2019

### Enregistraments en SACD
- Martin Frost. Concerts per clarinet de Nielsen & Aho, BIS SACD-1463 (c) 2007, (p) 2007

### Primera gravació
- Louis Cahuzac, Nielsen, the Historic Recordings, Clarinet Classics cc0002 (c) 1992, (p) 1947